# Nikita (Fernsehserie, 2010)/Episodenliste

Logo zur Serie

Diese Episodenliste enthält alle Episoden der US-amerikanischen Actionserie Nikita, sortiert nach der US-amerikanischen Erstausstrahlung. Zwischen 2010 und 2013 entstanden in vier Staffeln insgesamt 73 Episoden mit einer Länge von jeweils etwa 43 Minuten.

## Übersicht
| Staffel | Episodenanzahl | Erstausstrahlung USA | Erstausstrahlung USA | Deutschsprachige Erstausstrahlung | Deutschsprachige Erstausstrahlung |
| Staffel | Episodenanzahl | Staffelstart         | Staffelfinale        | Staffelstart                      | Staffelfinale                     |
| ------- | -------------- | -------------------- | -------------------- | --------------------------------- | --------------------------------- |
| 1       | 22             | 9. September 2010    | 12. Mai 2011         | 8. Juni 2013                      | 17. August 2013                   |
| 2       | 23             | 23. September 2011   | 18. Mai 2012         |                                   |                                   |
| 3       | 22             | 19. Oktober 2012     | 17. Mai 2013         |                                   |                                   |
| 4       | 6              | 22. November 2013    | 27. Dezember 2013    |                                   |                                   |

## Staffel 1
Die Erstausstrahlung der ersten Staffel war vom 9. September 2010 bis zum 12. Mai 2011 auf dem US-amerikanischen Sender The CW zu sehen. Die deutschsprachige Erstausstrahlung sendete der deutsche Free-TV-Sender RTL II vom 8. Juni bis zum 17. August 2013.
| Nr. (ges.) | Nr. (St.) | Deutscher Titel             | Originaltitel      | Erstausstrahlung USA | Deutschsprachige Erstausstrahlung (D) | Regie             | Drehbuch                           |
| ---------- | --------- | --------------------------- | ------------------ | -------------------- | ------------------------------------- | ----------------- | ---------------------------------- |
| 1          | 1         | Operation Black Arrow       | Pilot              | 9. Sep. 2010         | 8. Juni 2013                          | Danny Cannon      | Craig Silverstein                  |
| 2          | 2         | Rendezvous mit dem Diktator | 2.0                | 16. Sep. 2010        | 8. Juni 2013                          | Danny Cannon      | David Levinson & Craig Silverstein |
| 3          | 3         | Die Reporterin              | Kill Jill          | 23. Sep. 2010        | 15. Juni 2013                         | David Solomon     | Amanda Segel                       |
| 4          | 4         | Totgesagte leben länger     | Rough Trade        | 30. Sep. 2010        | 15. Juni 2013                         | Nick Copus        | Carlos Coto                        |
| 5          | 5         | Der Wächter                 | The Guardian       | 7. Okt. 2010         | 22. Juni 2013                         | David Solomon     | Albert Kim                         |
| 6          | 6         | Die Prüfung                 | Resistance         | 21. Okt. 2010        | 22. Juni 2013                         | Guy Ferland       | Kalinda Vazquez                    |
| 7          | 7         | Die Rekrutin                | The Recruit        | 28. Okt. 2010        | 29. Juni 2013                         | Eagle Egilsson    | Amanda Segel                       |
| 8          | 8         | Eine zweite Macht           | Phoenix            | 4. Nov. 2010         | 29. Juni 2013                         | David M. Barrett  | Jim Barnes                         |
| 9          | 9         | Offene Rechnung             | One Way            | 11. Nov. 2010        | 6. Juli 2013                          | Ken Fink          | Albert Kim                         |
| 10         | 10        | Dunkle Materie              | Dark Matter        | 2. Dez. 2010         | 6. Juli 2013                          | Danny Cannon      | Carlos Coto                        |
| 11         | 11        | Ausgeliefert                | All The Way        | 9. Dez. 2010         | 13. Juli 2013                         | Terrence O’Hara   | Craig Silverstein                  |
| 12         | 12        | Freiheit                    | Free               | 27. Jan. 2011        | 13. Juli 2013                         | Jonathan Glassner | Kalinda Vazquez                    |
| 13         | 13        | Einsatz im Museum           | Coup de Grace      | 3. Feb. 2011         | 20. Juli 2013                         | Nathan Hope       | Albert Kim                         |
| 14         | 14        | Ein Alter Bekannter         | The Next Seduction | 10. Feb. 2011        | 20. Juli 2013                         | David Solomon     | Carlos Coto                        |
| 15         | 15        | Alexandra                   | Alexandra          | 17. Feb. 2011        | 27. Juli 2013                         | Ken Fink          | Andrew Colville                    |
| 16         | 16        | Visionen                    | Echoes             | 24. Feb. 2011        | 27. Juli 2013                         | Nick Copus        | Kristen Reidel                     |
| 17         | 17        | Am Wendepunkt               | Covenant           | 7. Apr. 2011         | 3. Aug. 2013                          | Eagle Egilsson    | Jim Barnes                         |
| 18         | 18        | Entzugserscheinungen        | Into the Dark      | 14. Apr. 2011        | 3. Aug. 2013                          | Jeffrey Hunt      | Albert Kim                         |
| 19         | 19        | Tödliche Diamanten          | Girl’s Best Friend | 21. Apr. 2011        | 10. Aug. 2013                         | Robert Lieberman  | Carlos Coto                        |
| 20         | 20        | Ausstieg in ein neues Leben | Glass Houses       | 28. Apr. 2011        | 10. Aug. 2013                         | Ralph Hemecker    | Kalinda Vazquez                    |
| 21         | 21        | Verrat                      | Betrayals          | 5. Mai 2011          | 17. Aug. 2013                         | Eagle Egilsson    | Andrew Colville                    |
| 22         | 22        | Die Büchse der Pandora      | Pandora            | 12. Mai 2011         | 17. Aug. 2013                         | Ken Fink          | Craig Silverstein                  |

## Staffel 2
Die Erstausstrahlung der zweiten Staffel war vom 23. September 2011 bis zum 18. Mai 2012 auf dem US-amerikanischen Sender The CW zu sehen. Eine deutschsprachige Erstausstrahlung wurde bisher noch nicht gesendet.
| Nr. (ges.) | Nr. (St.) | Deutscher Titel | Originaltitel   | Erstausstrahlung USA | Deutschsprachige Erstausstrahlung (—) | Regie             | Drehbuch                |
| ---------- | --------- | --------------- | --------------- | -------------------- | ------------------------------------- | ----------------- | ----------------------- |
| 23         | 1         | —               | Game Change     | 23. Sep. 2011        | —                                     | Danny Cannon      | Craig Silverstein       |
| 24         | 2         | —               | Falling Ash     | 30. Sep. 2011        | —                                     | Eagle Egilsson    | Kalinda Vazquez         |
| 25         | 3         | —               | Knightfall      | 7. Okt. 2011         | —                                     | Ken Fink          | Carlos Coto             |
| 26         | 4         | —               | Partners        | 14. Okt. 2011        | —                                     | Dermott Downs     | Kristen Reidel          |
| 27         | 5         | —               | Looking Glass   | 21. Okt. 2011        | —                                     | Ken Girotti       | Albert Kim              |
| 28         | 6         | —               | 343 Walnut Lane | 28. Okt. 2011        | —                                     | Nick Copus        | Andrew Colville         |
| 29         | 7         | —               | Clawback        | 4. Nov. 2011         | —                                     | Eagle Egilsson    | Michael Brandon Guercio |
| 30         | 8         | —               | London Calling  | 11. Nov. 2011        | —                                     | Jeffrey Hunt      | Kalinda Vazquez         |
| 31         | 9         | —               | Fair Trade      | 18. Nov. 2011        | —                                     | Nick Copus        | Carlos Coto             |
| 32         | 10        | —               | Guardians       | 2. Dez. 2011         | —                                     | Dwight Little     | Albert Kim              |
| 33         | 11        | —               | Pale Fire       | 6. Jan. 2012         | —                                     | Deran Sarafian    | Kristen Reidel          |
| 34         | 12        | —               | Sanctuary       | 13. Jan. 2012        | —                                     | Steven A. Adelson | Andrew Colville         |
| 35         | 13        | —               | Clean Sweep     | 3. Feb. 2012         | —                                     | Brad Turner       | Kalinda Vazquez         |
| 36         | 14        | —               | Rogue           | 10. Feb. 2012        | —                                     | Marc David Alpert | Carlos Coto             |
| 37         | 15        | —               | Origins         | 17. Feb. 2012        | —                                     | Michael Robison   | Albert Kim              |
| 38         | 16        | —               | Doublecross     | 16. März 2012        | —                                     | Eagle Egilsson    | Kristen Reidel          |
| 39         | 17        | —               | Arising         | 23. März 2012        | —                                     | Karen Gaviola     | Andrew Colville         |
| 40         | 18        | —               | Power           | 30. März 2012        | —                                     | Chris Peppe       | Carlos Coto             |
| 41         | 19        | —               | Wrath           | 20. Apr. 2012        | —                                     | Jeffrey Hunt      | Albert Kim              |
| 42         | 20        | —               | Shadow Walker   | 27. Apr. 2012        | —                                     | Nick Copus        | Kristen Reidel          |
| 43         | 21        | —               | Dead Drop       | 4. Mai 2012          | —                                     | Michael Robison   | Kalinda Vazquez         |
| 44         | 22        | —               | Crossbow        | 11. Mai 2012         | —                                     | Danny Cannon      | Andrew Colville         |
| 45         | 23        | —               | Homecoming      | 18. Mai 2012         | —                                     | Eagle Egillson    | Carlos Coto             |

## Staffel 3
Die Erstausstrahlung der dritten Staffel war vom 19. Oktober 2012 bis zum 17. Mai 2013 auf dem US-amerikanischen Sender The CW zu sehen. Eine deutschsprachige Erstausstrahlung wurde bisher noch nicht gesendet.
| Nr. (ges.) | Nr. (St.) | Deutscher Titel | Originaltitel         | Erstausstrahlung USA | Deutschsprachige Erstausstrahlung (—) | Regie             | Drehbuch                       |
| ---------- | --------- | --------------- | --------------------- | -------------------- | ------------------------------------- | ----------------- | ------------------------------ |
| 46         | 1         | —               | 3.0                   | 19. Okt. 2012        | —                                     | Eagle Egilsson    | Craig Silverstein              |
| 47         | 2         | —               | Innocence             | 26. Okt. 2012        | —                                     | John Badham       | Mary Trahan                    |
| 48         | 3         | —               | True Believer         | 2. Nov. 2012         | —                                     | Danny Cannon      | Carlos Coto                    |
| 49         | 4         | —               | Consequences          | 9. Nov. 2012         | —                                     | Nick Copus        | Kristen Reidel                 |
| 50         | 5         | —               | The Sword’s Edge      | 30. Nov. 2012        | —                                     | Kenneth Fink      | Albert Kim                     |
| 51         | 6         | —               | Sideswipe             | 7. Dez. 2012         | —                                     | Joshua Butler     | Terry Matalas & Travis Fickett |
| 52         | 7         | —               | Intersection          | 18. Jan. 2013        | —                                     | Dwight Little     | Michael Brandon Guercio        |
| 53         | 8         | —               | Aftermath             | 25. Jan. 2013        | —                                     | Brad Turner       | Carlos Coto                    |
| 54         | 9         | —               | Survival Instincts    | 1. Feb. 2013         | —                                     | John Showalter    | Albert Kim                     |
| 55         | 10        | —               | Brave New World       | 8. Feb. 2013         | —                                     | Marc David Alpert | Kristen Reidel                 |
| 56         | 11        | —               | Black Badge           | 22. Feb. 2013        | —                                     | David Grossman    | Mary Trahan                    |
| 57         | 12        | —               | With Fire             | 1. März 2013         | —                                     | Eagle Egilsson    | Carlos Coto                    |
| 58         | 13        | —               | Reunion               | 8. März 2013         | —                                     | Jon Cassar        | Terry Matalas & Travis Fickett |
| 59         | 14        | —               | The Life We’ve Chosen | 15. März 2013        | —                                     | Brad Turner       | Albert Kim                     |
| 60         | 15        | —               | Inevitability         | 29. März 2013        | —                                     | Mark C. Baldwin   | Kristen Reidel                 |
| 61         | 16        | —               | Tipping Point         | 5. Apr. 2013         | —                                     | Dwight Little     | Oliver Grigsby                 |
| 62         | 17        | —               | Masks                 | 12. Apr. 2013        | —                                     | Chris Peppe       | Kamran Pasha                   |
| 63         | 18        | —               | Broken Home           | 19. Apr. 2013        | —                                     | John Badham       | Terry Matalas & Travis Fickett |
| 64         | 19        | —               | Self-Destruct         | 26. Apr. 2013        | —                                     | Nick Copus        | Kristen Reidel                 |
| 65         | 20        | —               | High-Value Target     | 3. Mai 2013          | —                                     | Dan Sackheim      | Michael Brandon Guercio        |
| 66         | 21        | —               | Invisible Hand        | 10. Mai 2013         | —                                     | Dwight Little     | Carlos Coto                    |
| 67         | 22        | —               | Til Death Do Us Part  | 17. Mai 2013         | —                                     | Eagle Egilsson    | Albert Kim                     |

## Staffel 4
Die Erstausstrahlung der vierten Staffel war vom 22. November bis zum 27. Dezember 2013 auf dem US-amerikanischen Sender The CW zu sehen. Eine deutschsprachige Erstausstrahlung wurde bisher noch nicht gesendet.
| Nr. (ges.) | Nr. (St.) | Deutscher Titel | Originaltitel | Erstausstrahlung USA | Deutschsprachige Erstausstrahlung (—) | Regie             | Drehbuch                       |
| ---------- | --------- | --------------- | ------------- | -------------------- | ------------------------------------- | ----------------- | ------------------------------ |
| 68         | 1         | —               | Wanted        | 22. Nov. 2013        | —                                     | Eagle Egilsson    | Kristen Reidel                 |
| 69         | 2         | —               | Dead or Alive | 29. Nov. 2013        | —                                     | John Badham       | Albert Kim                     |
| 70         | 3         | —               | Set-Up        | 6. Dez. 2013         | —                                     | Marc David Alpert | Carlos Coto                    |
| 71         | 4         | —               | Pay-Off       | 13. Dez. 2013        | —                                     | Dwight Little     | Terry Matalas & Travis Fickett |
| 72         | 5         | —               | Bubble        | 20. Dez. 2013        | —                                     | Nick Copus        | Oliver Grigsby                 |
| 73         | 6         | —               | Canceled      | 27. Dez. 2013        | —                                     | Eagle Egilsson    | Albert Kim & Carlos Coto       |